# مجمع التواریخ السلطانیه
مجمع التواریخ السلطانیه تألیف شهاب‌الدین عبدالله بن لطف‌الله بن عبدالرشید هروی مشهور به حافظ ابرو است. وی از تاریخ‌نگران و جغرافی‌دانان معاصر امیر تیمور گورکان و فرزندش شاهرخ میرزا تیموری در سال‌های ۷۶۳–۸۳۴ قمری / ۱۳۶۲–۱۴۳۱ میلادی بوده‌است. مجمع التواریخ السلطانیه یکی از مفصل‌ترین و مهم‌ترین کتب فارسی تاریخ عمومی جهان است که در ۴ جلد به رشته تحریر درآمده‌است. جلد اول از آغاز آفرینش انسان تا ابتدای احوال پیامبر است، جلد دوم در بیان احوال رسول اکرم، جلد سوم در بیان تاریخ پادشاهان ایران، اسلام و حکومت‌های مختلف است؛ در همین بخش دربارهٔ اسماعیلیان، حکومت مصر، کتابخانهٔ الموت و احوال خلفای فاطمی نیز حکایت می‌کند و برای بهبود و تکمیل مطالب خود از کتاب جامع التواریخ، رشیدالدین فضل‌الله همدانی و زبدةالتواریخ کاشانی نیز بهره برده‌است. در جلد چهارم که مشهور به زبدةالتواریخ بایسنقری است وقایع تاریخ ایران و مغولان را از سال از ۷۳۶ هجری تا ۸۳۰ هجری دربردارد.